# Ruta 38 (Bolivien)
Die Ruta 38 ist eine Nationalstraße im südamerikanischen Andenstaat Bolivien.

## Streckenführung
Die Straße hat eine Länge von 74 Kilometern.
Die Ruta 38 verläuft von Nordosten nach Südwesten im Südwestteil des Departamento Santa Cruz und ist ein Abzweig von der Ruta 22, die von Mataral über Vallegrande nach Ipitá führt. Die Ruta 38 beginnt bei der Ortschaft Guadalupe südlich von Vallegrande, überwindet bei Pucará die Serraniá Río Grande und endet vorläufig nach Überquerung des Río Grande bei der kleinen Ortschaft Santa Rosa im Departamento Chuquisaca.
Die gesamte Strecke der Ruta 38 ist eine befestigte Schottertrasse und nicht asphaltiert.

## Geschichte
Die Straße ist mit Ley 3211 vom 30. September 2005 zum Bestandteil des bolivianischen Nationalstraßennetzes "Red Vial Fundamental" erklärt worden.

## Streckenabschnitte

### Departamento Santa Cruz
- km 000: Guadalupe
- km 015: Santa Ana
- km 038: Pucará

### Departamento Chuquisaca
- km 074: Santa Rosa